# Suite robótica
Una suite robótica es un entorno visual para el control de robots y simulación. Por lo general es una plataforma de extremo a extremo para el desarrollo de robótica e incluye herramientas para la programación visual y la creación y la depuración de aplicaciones de robots. Los desarrolladores a menudo pueden interactuar con los robots a través de interfases basadas en la web basado o visuales.
Uno de los objetivos de una suite robótica es el de dar sopoerte a una variedad de diferentes plataformas de robots a través de una interfaz de programación común. El punto clave de una suite de robótica es que el mismo código se ejecutará, sin modificación, tanto en el robot simulado, como en el robot real correspondiente.